# Johann Christoph Boltz
Johann Christoph Boltz (* 3. Dezember 1652 in Insterburg; † 25. Februar 1713 in Königsberg) war ein deutscher Jurist.

## Leben
Boltz war der Sohn des Gerichtsverwandten Elias Boltz und dessen Frau Elisabet Fichlau, Tochter eines Ratsherrn in Insterburg. Er nahm sein Studium an der Universität Königsberg auf, wo er 1671 unter Johannes Mitzel de sequestro und unter demselben 1673 de remissione peccatorum disputierte. Seine Studien setzte er an der Universität Jena fort, wo er 1675 Lizenziat der Rechte erwarb und im Anschluss eine Kavaliersreise absolvierte.
Nach seiner Rückkehr wurde er Hofgerichtsadvokat in Königsberg, 1676 außerordentlicher Professor an der juristischen Fakultät der Königsberger Hochschule, und er promovierte 1678 in Jena zum Doktor der Rechte. 1681 wurde er erster ordentlicher Professor an der juristischen Fakultät sowie 1690 Tribunalrat und Offizial des samländischen Konsistoriums. Er hatte sich auch an den organisatorischen Aufgaben der Königsberger Hochschule beteiligt. So wurde er in den Sommersemestern 1685, 1689, 1693, 1697 sowie 1701 Rektor der Alma Mater und 1705 sowie 1709 als gleichbedeutender Prorektor.

## Familie
Aus seiner am 26. Januar 1677 in Königsberg mit Elisabeth (* 10. November 1647; † 10. November 1713), Tochter des Ratsherrn der Königsberger Altstadt Johann Bredelo und der Witwe von Bernhard Göbel, geschlossenen Ehe stammen Kinder. Von diesen kennt man:
- Dorothea Boltz (* 19. Oktober 1677, † 21. September 1749) ⚭ 13. Mai 1713 mit dem Assessor am Königsberger Hofhalsgericht Johann Gottlieb Olearius
- Johann Boltz, Hofgerichtsrat, ⚭ 26. November 1715 mit Anna Regina, der Tochter des Georg Emmerich, Professor und Bürgermeister von Königsberg, (7 Kinder, wovon 2 Söhne und 2 Töchter 1727 tod)
- Theodor Boltz Professor der Rechte an der Universität zu Königsberg, Obergerichts-Advokat und Hofhalsgerichts-Assessor, Pupillen- und Stadtrat. († 1736) ⚭ I. Ehe am 21. Januar 1706 mit Regina Elisabeth (* 29. Dezember 1686, † 22. September 1707), der Tochter des Oberhofpredigers Friedrich Deutsch. II Ehe am 10. Februar 1710 mit Anna Maria, der Tochter des Hofraths David Braun, Kind I. Ehe: Regina Elisabeth, (* 5. September 1707)
- Maria Boltz (* 15. Oktober 1682, † 27. Mai 1684)
- Christoph Boltz (* um 1683; † 12. Januar 1757), Jurist, Tribunalrat ⚭ 13. September 1742 mit Helena Dorothea von Negelein aus dem Hause Wesslienen († Jan. 1760), der Witwe des Hofraths Heinrich Witte auf Rinau
- Friedrich Boltz (um 1690–1754), Theologe
- Sophia. Boltz ⚭ 1713 mit dem Erzpriester in Memel Johann Arnold Pauli

## Werke
- Disputatio XXII. Pandectarum. Königsberg 1692
- Disputatio XLVI. Pandectarum. Königsberg 1706
- Disputatio XLVII. Pandectarum. Königsberg 1707
- Disputatio moralis de jure talionis, quod neque simpliciter idem, neque prorsus diversum sit a justitia, demonstrans. Königsberg 1683
- XXVIII Disp. über die Institutiones.
- Disp. de juris naturalis et civilis convenientia.
- Disp. De sortilegis.
- Disp. De igne.
- Disp. De aëre.
- Disp. De anatociamo.
- Disp. De officio principis.
- Disp. De parentum ad nuptias liberorum consensus.
- Disp. De juribus liberorum legitimorum.
- Disp. De sponsionum jure.
- Disp. De conditionibus sponsalium.
- Contractuum et ultimatorum voluntatum.
- De republica creaturarum.